# 朱中宜
朱中宜（John Chu ）是一位美國工程師，科幻小說作家和文學翻譯家。

## 職業生涯
朱中宜出生於台灣，六歲時移居美國，開始學習英語。2010年，他從號角科幻小說研討會畢業。
2014年，朱中宜以《無源之水》（The Water That Falls on You from Nowhere）獲得雨果獎最佳短篇小說獎。

## 作品
- 《Thirty Seconds from Now》
- 《無源之水》（The Water That Falls on You from Nowhere）

## 外部連結
- Official site （页面存档备份，存于）
- Author profile, Tor.com, September 2014